# ヴェンツェル (ザクセン選帝侯)
ヴェンツェル（Wenzel, 1337年 - 1388年5月15日）は、ブラウンシュヴァイク＝リューネブルク公の1人で、ザクセン選帝侯（在位：1370年 - 1388年）、リューネブルク侯（在位：同）。ザクセン選帝侯ルドルフ1世とアグネス・フォン・リンドウの子。ザクセン選帝侯ルドルフ2世の異母弟。

## 生涯
1370年に亡くなった異母兄ルドルフ2世に子がないため、後を継いだ。1376年の神聖ローマ皇帝カール4世の長男ヴェンツェルのローマ王選出に投票、帝国の事務に携わっていた。甥のアルブレヒト3世と共にリューネブルクを治めていたが、1385年の彼の死後、女婿のベルンハルト1世が反旗を翻し、1388年、ツェレ近郊のウィンゼン・デア・オーラーでヴェンツェルを打ち破った。ヴェンツェルは反撃しようとしたが、ツェレ包囲中に急死（毒殺説もある）。
ザクセンは息子のルドルフ3世、リューネブルクはベルンハルト1世とハインリヒ1世兄弟がそれぞれ治める事になった。

## 子女
1376年、パドヴァでパドヴァ領主フランチェスコ1世・ダ・カッラーラの娘ツェツィーリエと結婚、6人の子を儲けた。
- ルドルフ3世（1378年頃 - 1419年）
- ヴェンツェル（? - 1402年）
- エーリヒ - 夭折
- アンナ（? - 1426年） - 1386年にヴォルフェンビュッテル侯フリードリヒ1世と結婚、死別後はテューリンゲン方伯バルタザールと再婚。
- アルブレヒト3世（1380年頃 - 1422年）
- マルガレーテ（? - ?） - リューネブルク侯ベルンハルト1世と結婚。